# Zonsondergang in Ivry
Zonsondergang in Ivry (Soleil couchant à Ivry) is een schilderij van de Franse impressionistische kunstschilder Armand Guillaumin, geschilderd in 1873, olieverf op doek, 65 × 81 centimeter. Het toont een riviergezicht bij neergaande zon. Op de achtergrond zijn de rokende schoorstenen van een opkomende moderne stad te zien, hetgeen nieuw was in de landschapsschilderkunst van die tijd. Het schilderij bevindt zich thans in de collectie van de Musée d'Orsay te Parijs.

## Context
Guillaumin verkeerde in de jaren 1860 vaak met de schilders van de School van Barbizon. Samen met Paul Cezanne en Camille Pissarro ontmoette hij hen vaak in het huis van de bekende arts en kunstverzamelaar Paul Gachet in diens huis te Auvers-sur-Oise. Hij raakte er bevriend met Charles-François Daubigny, die hem aanvankelijk sterk zou beïnvloeden.
Daubigny was vermaard om zijn rivierlandschappen en ook Guillaumin zou in zijn beginperiode regelmatig voor dit thema kiezen. Hij nam de stijl van zijn voorbeeld wel niet klakkeloos over. Zijn toets was losser, meer impressionistisch, maar het meest opvallend was wel dat hij ook elementen van het nieuwe industriële leven in zijn werken introduceerde, zoals fabrieken en de rook van hun schoorstenen. Daarmee brak hij met het Barbizon-ideaal dat zich richtte op de ongerepte natuur en haar eigen kleurenpracht. Zonsondergang in Ivry wordt daarin beschouwd als het meest typerende voorbeeld.

## Afbeelding
Zonsondergang in Ivry toont een rivierlandschap te Ivry-sur-Seine bij een uitbundige zonsondergang, zozeer dat de kleuren van het landschap erdoor vervagen. Het gloeiende oranje van de lucht vloeit via geel en groen over in blauw. De krachtige kleuren weerspiegelen in het water, waardoor er een sterk contrast ontstaat met de donkere bomenrij rechts, die een eind boven de horizon uitsteekt.
De fabrieken aan de einder en de rook van hun schoorstenen maken integraal deel uit van de compositie, waarbij de lijn van de rivier op de voorgrond optisch doorgetrokken wordt in de richting van de rook. De fabrieksgebouwen tekenen de horizon, als ware het bomen of lage heuvels. Het zijn geen storende elementen, maar ze gaan volledig op in het landschap. Guillaumin accepteert hun aanwezigheid, zoals de Franse impressionisten het 'nieuwe' moderne leven eigenlijk per definitie zouden omarmen.

## Vergelijkbare werken
Reeds in 1869 schilderde Guillaumin een vergelijkbaar, maar kleiner doek onder de titel De Seine bij Ivry, met dezelfde blik op de rivier en de fabrieksstad met de rokende schoorstenen op de achtergrond. Dit kleine schilderij in olie kent een duidelijk schetsmatige opzet en wordt ook wel gezien als een voorstudie voor Zonsondergang in Ivry. Toch heeft dit werk een enigszins afwijkend karakter, met name door een zekere dreiging die ervan uitgaat, veroorzaakt door de grauwe kleuren en de net iets dichterbij gehaalde fabrieksgebouwen. In de uitwerking schemert het hout hier en daar tussen de grijsbruine en vuilwitte wolken, zodat de lucht met okerkleurige likjes verf bedekt lijkt te zijn.
Kort na de vervaardiging van Zonsondergang in Ivry schilderde Gauillaumin ook nog Sneeuw in Ivry, eveneens in een meer naargeestige sfeer. Het doek toont een grijs-zwart gebouw aan de Seine in de vuile sneeuw, waarin niet veel wit meer te zien is. De lucht is al betrokken. Alleen een rossig schijnsel verraadt dat de zon laat staat.
Opvallend is dat Guillaumin in 1890 nogmaals hetzelfde tafereel schildert, maar deze keer met figuren, zoals die vanaf het einde van de jaren 1870 steeds centraler zouden komen staan in zijn werk.

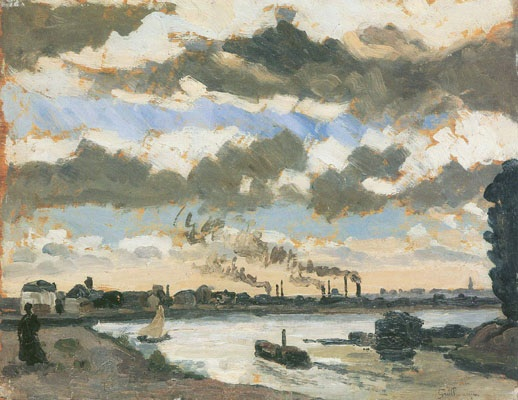
La Seine a Ivry , 1869
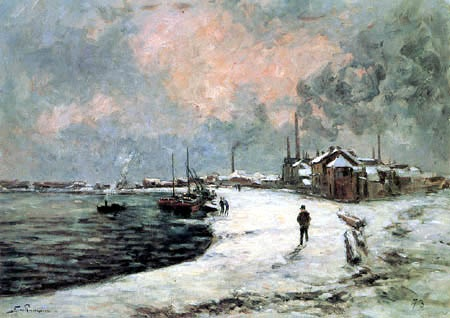
Ivry en neige, 1873
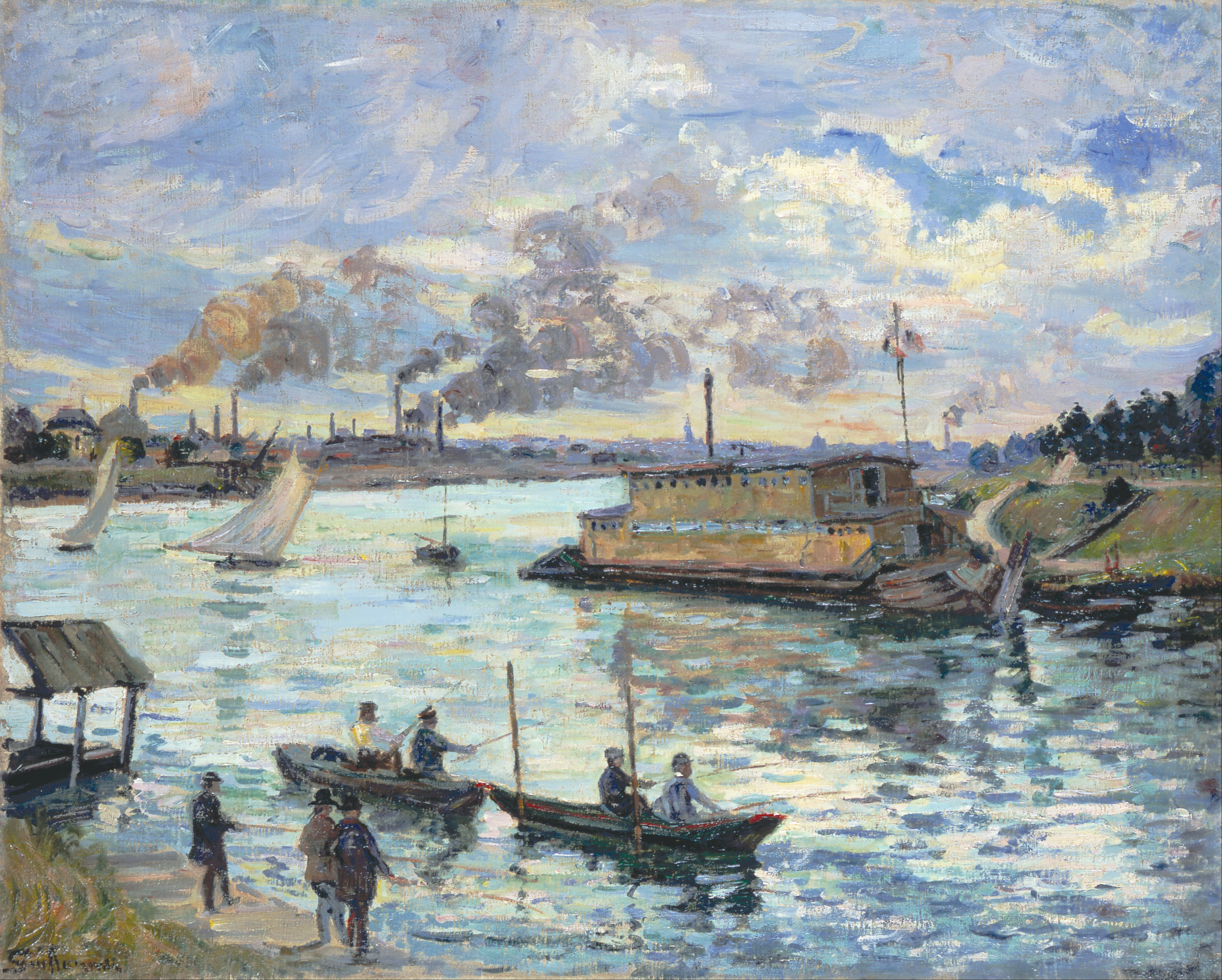
Riviergezicht, 1890

## Waardering
Guillaumin exposeerde Zonsondergang in Ivry in 1874 tijdens de eerste grote impressionistententoonstelling, die als een soort formeel startpunt van de beweging zou gaan gelden. De industriële elementen in zijn werk waren direct spraakmakend en met zijn deelname aan de tentoonstelling vestigde hij definitief zijn naam. Dat laat echter onverlet dat het werk van Guillaumin enigszins in de schaduw bleef bij collega's als Claude Monet en Pierre-Auguste Renoir, zowel tijdens de eerste impressionistententoonstelling als in zijn latere carrière. Niettemin wordt Zonsondergang in Ivry tot op de dag van vandaag gezien als een van de meest exemplarische werken uit de begintijd van het impressionisme en een hoogtepunt in het oeuvre van Guillaumin.
Guillaumin verkocht Zonsondergang in Ivry na de impressionistententoonstelling aan zijn vriend Paul Gachet, die een van de grootste verzamelaars van impressionistische werken ooit zou worden. In 1951 werd het werk door diens zoon aan het Louvre geschonken. In 1986 werd het ondergebracht in het Musée d'Orsay, waar het zich nog steeds bevindt.